# Euspondylus acutirostris
Espèce
Synonymes
- Ecpleopus acutirostris Peters, 1863

Euspondylus acutirostris est une espèce de sauriens de la famille des Gymnophthalmidae.

## Répartition
Cette espèce est endémique du Venezuela. Elle se rencontre dans le District capitale de Caracas et les États de Miranda, d'Aragua, d'Yaracuy et de Falcón.

## Étymologie
Son nom d'espèce, dérivé du latin acutus, « aigu », et rostrum, « bec », lui a été donné en référence à son museau pointu.

## Publication originale
- Peters, 1863 "1862" : Über Cercosaura und die mit dieser Gattung verwandten Eidechsen aus Südamerika. Abhandlungen der Königlichen Akademie der Wissenschaften zu Berlin, vol. 1862, p. 165-225 (texte intégral).